# Sexappeal
 Der er for få eller ingen kildehenvisninger i denne artikel, hvilket er et problem. Du kan hjælpe ved at angive troværdige kilder til de påstande, som fremføres i artiklen.

Sexappeal er erotisk tiltrækningskraft. Begrebet bliver ofte forfladiget til udelukkende at handle om udseende, men da det drejer sig om erotisk karisma, er det ligeledes afhængigt af hvilke præferencer beskueren har, i lige så høj grad som hvordan den, der bliver set på ser ud og gebærder sig.
De fleste har formentlig oplevet i deres hverdag, hvordan mennesker kan være erotisk tiltrækkende trods et ydre, som langt fra lever op til de gængse forestillinger om skønhed. Udover de rent fysiologiske træk, som vægt, højde, almen ernærings- og sundhedstilstand, har evnen til at udtrykke sig stor betydning. Udtryk som beklædning, kropsholdning og -attitude, mimik og gestik er således også vigtige dele af sexappealen.
Sexappeal anses som attråværdigt at besidde og den fremvoksende skønhedsindustri i Danmark er således en refleksion af at mange gerne vil investere deres økonomiske midler til bytte for sexappeal. Men sexappeal er stadig et tveægget sværd – janteloven i Danmark kan nemt lede til, at mennesker med meget sexappeal bliver genstand for ondsindet sladder om løsagtighed eller anden almen misundelse. 
Sexappeal afhænger af mange faktorer – en af de væsentligste er de samfundsmæssige normer og forestillinger af hvad det indebærer. På denne side af årtusindeskiftet er der således (stadig) en tendens til at tyndhed på kanten af det sundhedsskadelige, anses for seksuelt tiltrækkende, det gælder især for kvinder, men er i stigende grad også gældende for (unge) mænd, hvilket afspejles i et stigende antal tilfælde af anoreksi og bulimi. 
Den øgede eksponering og kommercialisering af kroppen, og især dens sexappeal, som findes overalt i de vestlige og vestligt orienterede lande, former således vores opfattelse af sexappealens væsen og indhold. Mange går efter at kopiere billeder af modeller, skuespillere og sangere, og omskabe sig selv til at ligne dem, i stedet for at overveje, hvad de selv bliver erotisk tiltrukket af. Således er der mange kvinder, der mener at de skal være meget tynde, til trods for at dette ikke modsvares af den generelle holdning i den mandlige del af befolkningen. Mænd, på den anden side, overvurderer ofte hvor stor en muskelmængde, der skal til, for at være erotisk tiltrækkende på kvinder.